# Tallarol de casquet
El tallarol de casquet, tallarol de cap negre, retoret (al País Valencià), capellana o carbonera (Sylvia atricapilla) és una espècie d'ocell de l'ordre dels passeriformes i de la família dels sílvids. El seu estat de conservació es considera de risc mínim.

## Noms populars
Rep també el nom de figuerol i a les Balears, per al mascle: busqueret de cap negre, (busqueret), capnegre, busqueret foraster, busqueret de capell o nyecra; per a la femella capvermell o cap-roig.

## Descripció

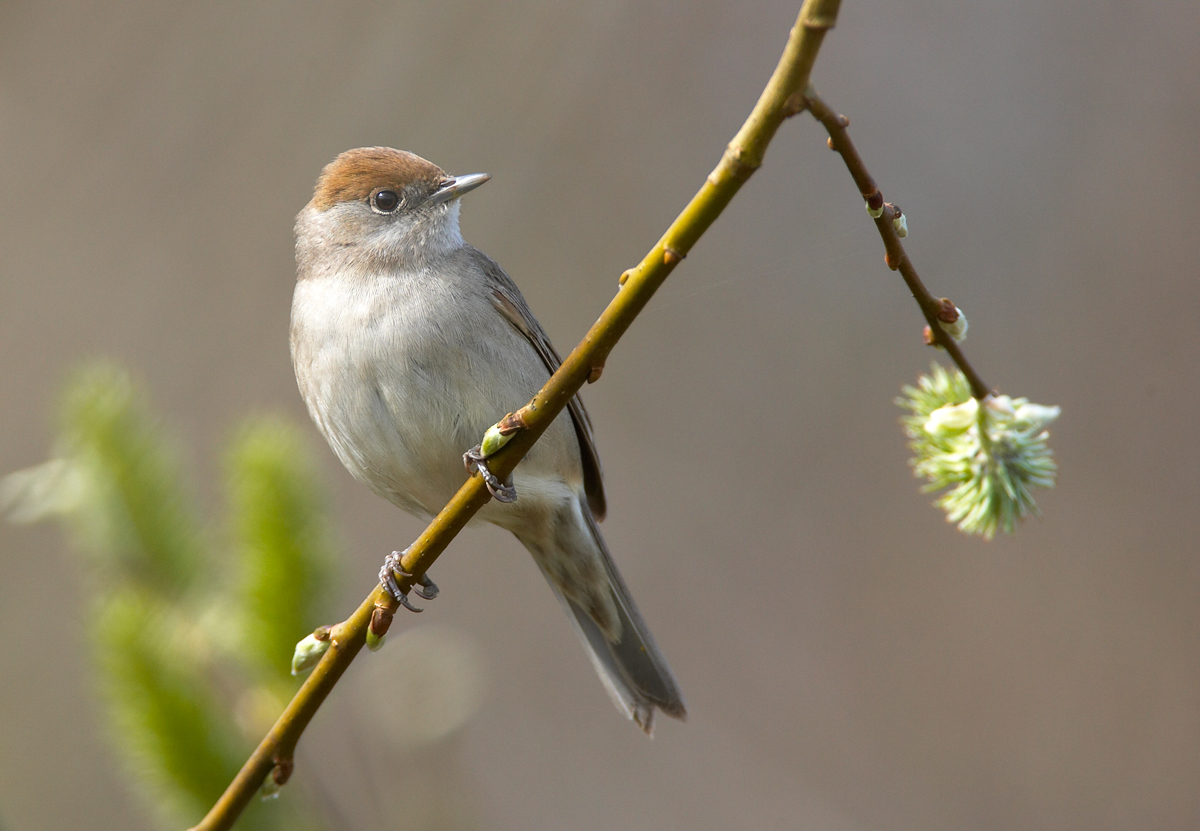
Femella

Mesura de 14 a 15 cm de llargària total, amb una envergadura de 23 centímetres i un pes de 20 grams. El mascle presenta la part superior del cap, fins als ulls, de color negre, formant el casquet que justifica el nom vulgar de l'espècie i també el seu nom científic (atricapilla vol dir ‘cabell negre' en llatí). Les femelles tenen el casquet marró ocraci, i els joves una mica més pàl·lid. El dors és de color cendrós fosc, i la cara ventral (incloent-hi el coll i la cara ventral de la cua) és de color gris més clar. L'iris és negre i el bec i les potes són grisos.

## Distribució i biologia

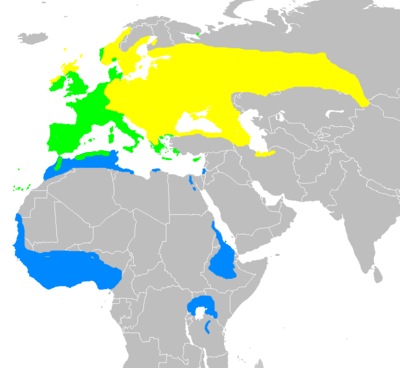
Distribució. Verd: sedentari. Groc: estival. Blau: hivernal

Viu a Europa i a l'Àfrica del Nord. Es troba a les muntanyes i viu al bosc, en bardisses, parcs i fruiterars. A les comarques més seques cerca els racons més humits i ombrívols. De fet, només defuig les zones extraordinàriament seques, com la Depressió Central i les zones més desforestades del sud de Catalunya. Sovint volen per parelles. A Catalunya és sedentària, excepte a les zones més fredes, els habitants de les quals junt amb els exemplars d'altres punts d'Europa, s'escampen a la tardor i a l'hivern per totes les àrees més temperades dels Països Catalans. A l'hivern es veu obligat a canviar la seua alimentació normal, a base d'insectes, pels fruits i les baies. Entre arbusts, la femella fa un niu no gaire sòlid emprant herbes seques i folrant-lo amb pèl i arrels. A l'abril-juny hi diposita 4 o 5 ous que, amb l'ajut del mascle, cova durant 12 dies, al final dels quals tots dos es dedicaran a encebar els polls que en neixin, que restaran només 10 dies al niu.